# 劳伦·霍利迪
劳伦·霍利迪（英語：Lauren Holiday，1987年9月30日—），旧姓切尼（Cheney），美国女子足球运动员。她曾代表美国国家队参加2008年和2012年夏季奥林匹克运动会足球比赛，获得兩面金牌。
勞倫的丈夫是NBA籃球員朱·哈勒戴，朱是勞倫在UCLA的學弟，兩人便是在UCLA認識並開始交往。朱也在2020年和2024年奧運的男子籃球比賽中獲得兩面金牌。

## 外部連結
- 劳伦·霍利迪 – FIFA國際賽競賽紀錄 (存檔)
- US Soccer player profile
- FC Kansas City player profile （页面存档备份，存于）
- UCLA player profile